# Portland Pirates
Portland Pirates – amerykański klub hokeja na lodzie z siedzibą w Portland dyiaajacz w latach 1993–2016.

## Historia
W przeszłości był klubem farmerskim dla Washington Capitals (1993–2005), Anaheim Ducks (2005–2008), Buffalo Sabres (2008–2011), Phoenix Coyotes oraz miał własną filę w Augusta Lynx (ECHL).
Po zbyciu koncesji następcą prawnym w 2016 został Springfield Thunderbirds.

## Osiągnięcia
- Puchar Caldera: 1994
- Mistrzostwo konferencji: 1996, 2011
- Mistrzostwo dywizji: 2006
- Frank Mathers Trophy: 2006
- Emile Francis Trophy: 2006, 2011